# Vincenzo Corrado
Vincenzo Corrado (Oria, 18 gennaio 1736 – Napoli, 11 novembre 1836) è stato un cuoco, filosofo e letterato italiano.
Uomo di grande cultura, fu soprattutto grande gastronomo e uno dei maggiori cuochi che si distinsero tra il Settecento e l'Ottocento nelle corti nobiliari di Napoli, simbolo del suo tempo nella variegata realtà partenopea. Fu il primo cuoco a mettere per iscritto quella che sarebbe poi stata nota come "cucina mediterranea" e a valorizzare la grande cucina regionale italiana.
Scrisse Il cuoco galante nel 1773, definito all'epoca un libro di alta cucina, testo richiesto in tutto il mondo dalle principali autorità dell'epoca, ristampato per 6 volte.
Allestiva elegantissimi banchetti alla corte di don Michele Imperiali, principe di Francavilla, presso il palazzo Cellamare di Napoli, dove coordinava un piccolo esercito di maggiordomi, domestici, volanti e paggi. Preparava i pranzi o le cene con particolare assortimento di vivande accoppiandole con fantasia e con particolari accorgimenti architettonici ed artistici al fine di formare una coreografia sontuosa e raffinata.

## Biografia
Vincenzo Corrado nacque in Oria il 18 gennaio 1736 da Domenico e da Maddalena Carbone. Rimasto orfano per la morte del padre ancora adolescente, divenne paggio alla corte di don Michele Imperiali che era Principe di Modena e Francavilla Fontana, Marchese di Oria, che lo condusse a Napoli dove risiedette per diversi anni.
Appena maggiorenne, entrò a far parte della Congregazione dei Padri Celestini nel convento di Oria.
Dopo l'anno di noviziato, Vincenzo fu chiamato dal Superiore Generale De Leo nella residenza napoletana di San Piero in Maiella, dove si specializzò negli studi di matematica, di astronomia e filosofia. Dallo stesso padre generale fu avviato, anche, allo studio delle scienze naturali e dell'arte culinaria. Non diventò mai sacerdote per cui, dopo la soppressione degli ordini religiosi, all'età di 38 anni, si stabilì a Napoli, ove risiedette per oltre cinquant'anni, insegnando la lingua francese e spagnola ai figli delle famiglie aristocratiche della città, pubblicando contemporaneamente molte sue opere che gli diedero successo e notorietà. Morì a Napoli l'11 novembre 1836 all'età di 100 anni.
Il principe di Francavilla gli attribuì la mansione di "Capo dei Servizi di Bocca" (antica mansione con cui veniva chiamato colui che era preposto a sovrintendere alla cucina, alla preparazione delle vivande e all'organizzazione dei banchetti) di palazzo Cellamare, sito sulla collina delle Mortelle prospiciente il golfo di Napoli, ove illustri personaggi di un certo livello e rango, invitati a mensa poterono constatare la fama di questa opulenta ospitalità più spagnolesca e tipicamente partenopea che era in uso al tempo.

## Le opere

### Il cuoco galante

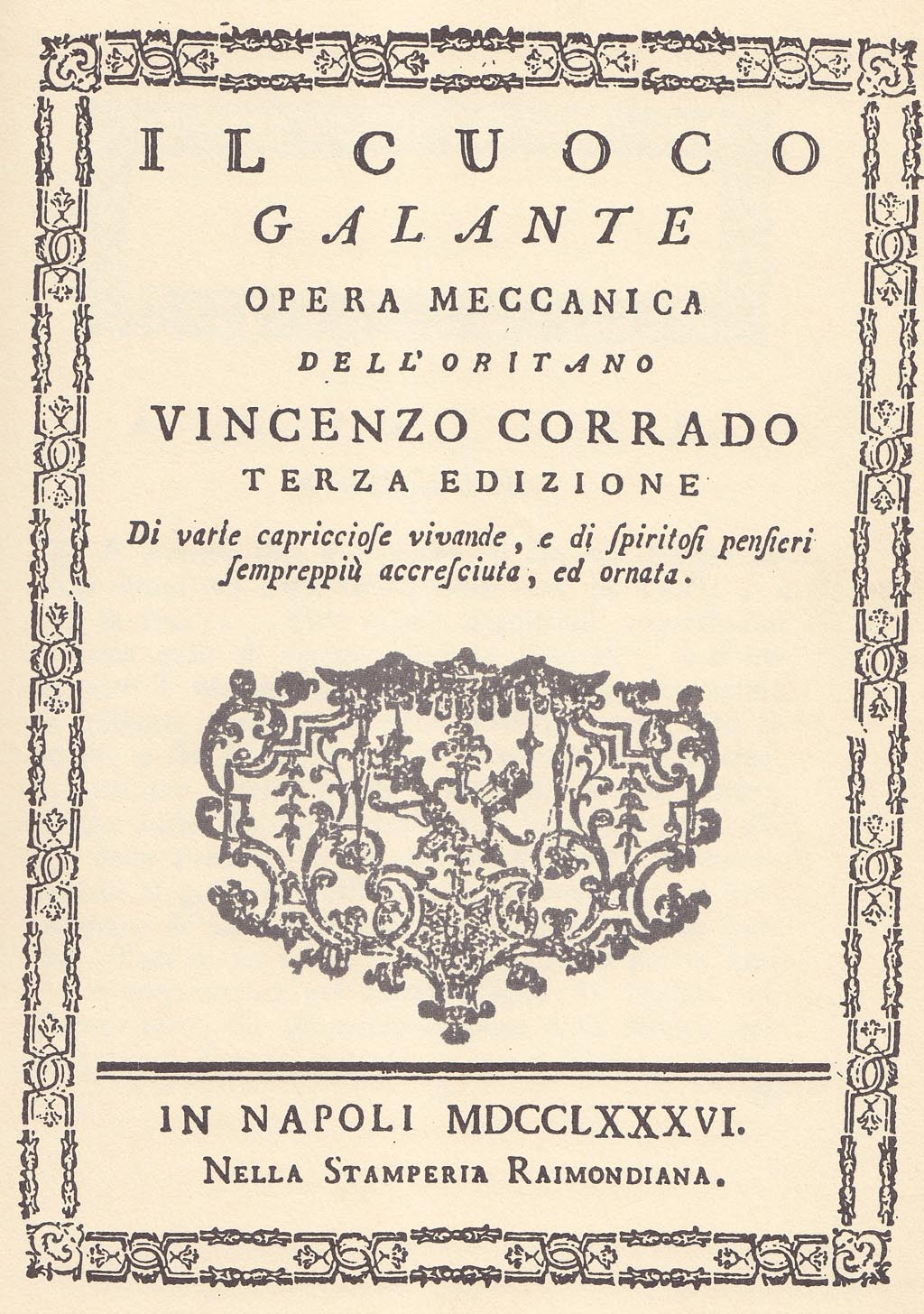
Il Cuoco Galante

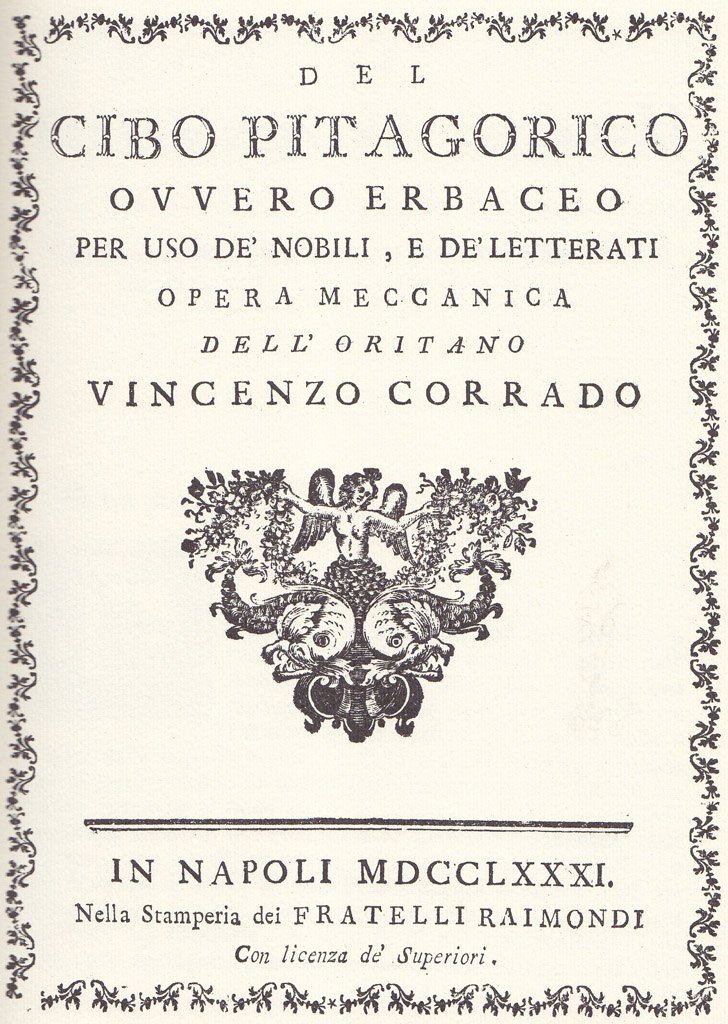
Il primo libro vegetariano della nostra storia

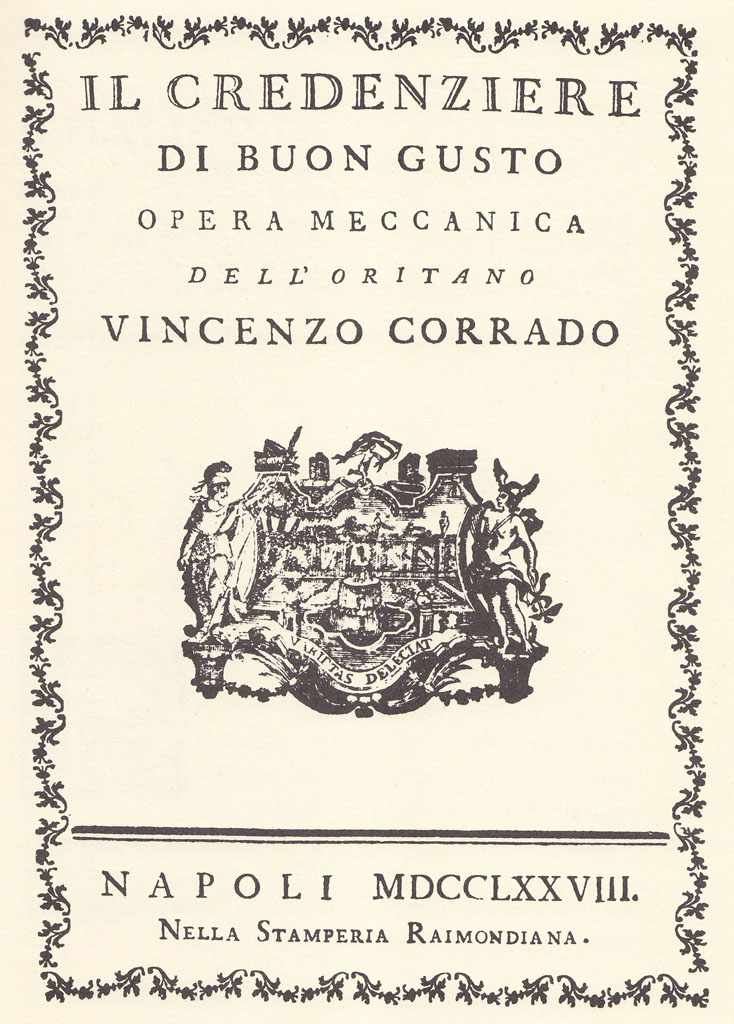
il credenziere: colui che si prendeva cura della credenza

Questo trattato di gastronomia fu pubblicato in prima edizione nel 1773; il successo fu istantaneo e inaspettato, in quanto la precedente opera gastronomica, La lucerna dei cortigiani, stampata presso Napoli nel 1634 e dedicata a Ferdinando II duca di Toscana, non era riuscita ad attirare l'interesse del pubblico che la trascurò ignorandola.
Invece grande successo ottenne la prima edizione del Cuoco Galante che si esaurì rapidamente, tanto che nel 1778 il principe ne ordinò una seconda edizione che ebbe eguale successo. Intanto Vincenzo Corrado migliorò e ampliò il testo di questa opera e ne preparò una terza edizione che venne pubblicata nel 1786.
L'opera fu sottoposta, fino al 1857, a ben 6 ristampe.

### Altre opere
Incoraggiato dal successo del Cuoco Galante, pubblicò nel 1778 un Credenziere del buon gusto, del bello, del soave e del dilettevole per soddisfare gli uomini di sapere e di gusto. Egli scrisse e pubblicò inoltre Il cibo Pitagorico, Trattato sulle patate, Manovre del cioccolato e del caffè, Trattato sull'agricoltura e la pastorizia ed infine Poesie baccanali per commensali.

## Dedizione alla grande nobiltà
Alla fine settecento Vincenzo Corrado è il faro della cucina moderna della nobiltà a cavallo del periodo della rivoluzione francese. Egli privilegia i personaggi di rango in visita alla mensa del principe con opulenta ospitalità, più spagnolesca che partenopea. In questo contesto di sfarzo godereccio, di lusso e di differenze sociali abissali, il Corrado rimase fin dalla giovane età abbagliato dalla nobiltà, la gente ricca e potente, verso la quale nutrirà sempre sentimenti di grande reverenza se non addirittura di venerazione.
Proprio per riconoscenza al principe, Vincenzo Corrado, dando alle stampe i suoi due libri, confessa:

## Preparazione dei banchetti
L'organizzazione dei magnifici banchetti e delle cene lussuose gli diedero l'appellativo di "cuoco galante".
Parlando del suo lavoro Vincenzo Corrado così si esprimeva:
Questa mastodontica organizzazione aveva alle sue dipendenze: un maestro di casa, un maestro di cucina ed un maestro di scalco che aveva il compito di acquistare, di cucinare, di dissodare e di trinciare ogni tipo di animale, mentre una schiera di cuochi, rispettando la gerarchia allora in uso, lavorava secondo la propria specializzazione, vi era il cuoco friggitorie, quello per le insalate, il pasticciere, il bottigliere e il ripostiere. Tutti questi erano aiutati da una serie di sguatteri e di serventi che avevano il compito di girare intorno al tavolo per esibire lo spettacolo fantasioso delle portate prima ancora di servirle.
Vincenzo Corrado, a seconda degli ospiti del principe preparava i pranzi o le cene con particolare assortimento di vivande accoppiandole con tanta fantasia e particolari accorgimenti architettonici ed artistici al fine di formare una coreografia sontuosa e raffinata.
Gli elementi decorativi della tavola erano affidati al maestro ripostiere che usava gusto artistico e genialità: grandi vasi in porcellana ricolmi di fiori variopinti, alzate di cristallo e argento a tre o quattro piani colmi di dessert o frutta o fiori o ortaggi, bianchi gruppi di porcellana raffiguranti scene arcadiche o bucoliche; puttini d'argento; gabbiette dorate con piccoli uccellini cinguettanti; coppe di cristallo di varie fogge in cui guizzavano pesciolini tra foglie di rose ed altri fiori. Il centro veniva racchiuso da una cornice di frutta, di fiori freschi e di ortaggi, secondo la stagione variante, disposti, intervallati da piccole spalliere di agrumi in porcellana con ortolani nell'atto di raccoglierli.
Venivano usati bicchieri e coppe di cristallo, posate in argento intagliate, tovaglie di pizzo fiorentino, buche e composizioni floreali, piatti in porcellana di Capodimonte.
Alle sue dipendenze vi era una vera e propria squadra di addetti alle cucine formata da precettori, cuochi e serventi. La presentazione estetica, oltre al gusto, acquista la sua importanza in cucina, ed il Corrado dedica grande spazio alle decorazioni e al modo di imbandire le tavole dei banchetti. 
A volte comprendeva l'utilizzo di 100 persone per altrettanti o più invitati.

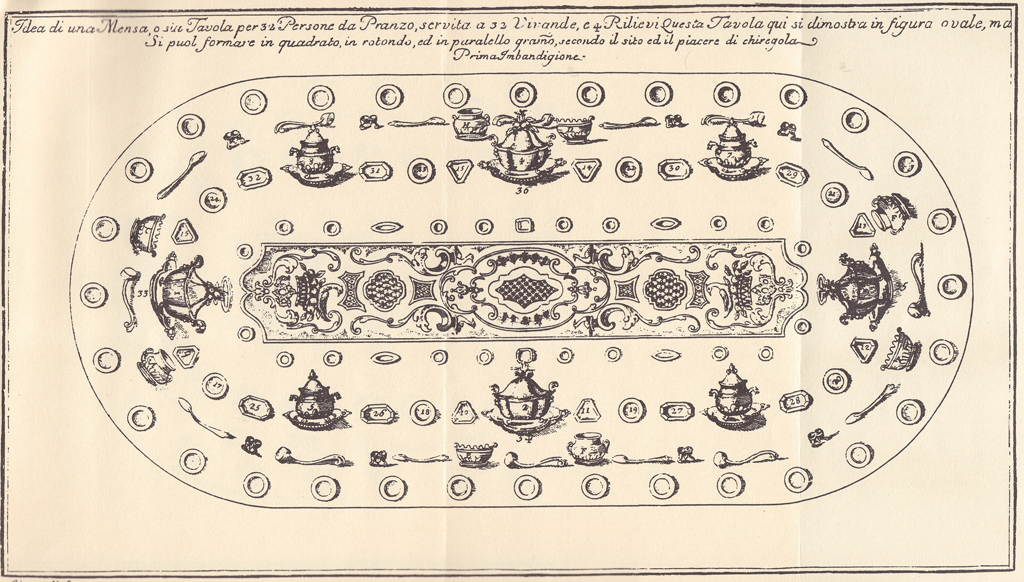
esempio di banchetto, tratta dall'opera il cuoco galante

### Precettori
- un precettore di alloggio e sistemazione posti per gli invitati,
- un precettore di preparazione dei cibi,
- un precettore abile con utensili domestici, che aveva la mansione di far provviste e comperare il necessario al mercato per le mense, di dissodare e di affettare ogni tipo di carne o pesce.

### Chef e Cuochi
- Il cuoco friggitore,
- il cuoco per le insalate,
- il pasticciere,
- il bottigliere,
- il ripostiere.

### Serventi
Lavapiatti, camerieri, maggiordomi, domestici, volteggianti e giullari che intervenivano non appena il servizio di cucina consegnava le varie portate artisticamente decorate.
Nell'opera del Corrado sono anche presentati i sorbetti, in vari gusti, ed il caffè, che, a differenza dall'attuale espresso, veniva bollito in apposite caffettiere.